# Thomas Labourot
Thomas Labourot (Reims, 31 marzo 1977) è un fumettista francese.

## Biografia
Nato nel 1977 a Reims, dove ha conseguito la maturità, ha studiato teatro e arti visive . Le sue illustrazioni per giochi di ruolo vengono notate dallo sceneggiatore di fumetti Jean-David Morvan, che lo invita a unirsi all'Atelier 510 TTC e a riprendere la serie Troll, abbandonata dal co-sceneggiatore Joann Sfar e dal disegnatore Olivier Boiscommun. Disegna tre nuovi albi, pubblicati dal 2003 al 2006.
Da allora, Labourot ha lavorato a serie di un'ampia gamma di generi, adattando il suo stile alle circostanze: fantasy eroico (Le Grimoire du Petit Peuple, 2004, Washita, 2009-2011), fantascienza (Les Chroniques de Sillage, 2005), gag (Les Geeks , 2008-2015), gialli (Détectives , 2015), ecc.
Nel settembre 2018, gli è stato commissionato di disegnare i personaggi di Pif ed Hercule nella nuova versione della rivista Pif, che poi è riapparsa in versione settimanale
Nel 2022 e 2023 sono state pubblicate sue opere Spirou.

## Opere
- Troll, con Jean-David Morvan, Delcourt, serie "Terres de Légendes":

En vers en contre tous, 2003.
Tous pour une..., 2004.
La Victoire en pleurant, 2006.
- Noodles !, con Séverine Gauthier, Soleil, coll. «NG», 2 vol., 2006-2007.
- Team Galaxy, con  Séverine Gauthier, Soleil, 2 vol., 2007.
- Les Geeks, con Gang, Soleil, 11 vol., 2008-2015.
- Mon arbre, con  Séverine Gauthier, Delcourt, coll. «Jeunesse», 2008.
- Washita, con Séverine Gauthier, Dargaud, 5 vol., 2009-2011.
- Garance, con  Séverine Gauthier, Delcourt, coll. «Jeunesse», 2010.
- Bohemian Galion, con  Maxe L'Hermenier, Jungle !, 2 vol., 2014.
- Aliénor Mandragore, con  Séverine Gauthier, Rue de Sèvres, 5 vol., 2015-2019.
- Détectives,t. 4: Martin Bec : La Cour silencieuse, con  Herik Hanna, Delcourt, coll. «Conquistador», 2015.
- Lancelot, con  Séverine Gauthier, Rue de Sèvres:

1. La Pierre de mémoire, 2021[6].

## Premi
- - 2022: Prix Conseil départemental pour A-Lan - Le secret de Wabisabi[7]